# Cell Press
Cell Press è una casa editrice accademica che pubblica oltre 50 riviste scientifiche nell'ambito della biologia, fisica, geologia e sanitario, sia in modo indipendente che in collaborazione con società scientifiche. Essa è stata fondata e ha attualmente sede a Cambridge, nel Massachusetts. Ha uffici negli Stati Uniti, in Europa e in Asia mediante la sua casa madre Elsevier.

## Storia
Dopoché Benjamin Lewin ebbe fondato la rivista Cell, in seguito acquistò la testata e nel 1986 diede vita alla casa editrice indipendente Cell Press. La società iniziò a pubblicare nuove riviste come Neuron nel marzo 1988, Immunity nell'aprile 1994 e Molecular Cell nel dicembre 1997. Nell'aprile 1999 la Cell Press fu ceduta alla Elsevier e Lewin lasciò l'azienda nel mese di ottobre.
Da allora, Cell Press ha lanciato una serie di nuove testate: Developmental Cell nel luglio 2001; Cancer Cell nel febbraio 2002; Cell Metabolism nel gennaio 2005; Cell Host & Microbe nel marzo 2007; Cell Stem Cell nel luglio 2007; Cell Systems nel luglio 2015; Heliyon nel 2015; Chem nel luglio 2016; Joule nel settembre 2017; iScience nel marzo 2018 e One Earth nel settembre 2019. Cell Genomics è stata aggiunta nel 2021.
Nell'ottobre 1995 è stato lanciato il sito Cell.com e nel luglio 1997 hanno debuttato le versioni online in modalità testo completo.
Nel frattempo, altre tre riviste Elsevier sono entrate a far parte del gruppo Cell Press: Current Biology, lanciata nel gennaio 1996, è entrata a far parte della Cell Press all'inizio del 2001; Structure, lanciata nel 1993, si è fusa con la rivista Folding & Design all'inizio del 1999. A quel punto, il nome è cambiato in Structure with Folding & Design ed è tornato a essere Structure all'inizio del 2001, quando la rivista è entrata a far parte del marchio Cell Press.
Cell Chemical Biology, precedentemente intitolata Chemistry & Biology, è stata lanciata il 15 aprile 1994 e si è unita a Cell Press nel gennaio 2002.
Nel 2007 Cell Press ha acquisito la famiglia di riviste Trends, 16 riviste di revisione che coprono le scienze della vita, fisiche e mediche.

## Open Access
Cell Press ha pubblicato la sua prima rivista ad accesso aperto, Cell Reports, nel 2012. Nel gennaio 2021, tutte le riviste della Cell Press hanno iniziato a offrire opzioni di pubblicazione ad accesso aperto. A partire dal maggio 2022, Cell Press ha pubblicato 17 riviste ad accesso aperto e 40 riviste ibride. Nel 2021, il 50% di tutti gli articoli pubblicati dalla Cell Press erano ad accesso aperto.

## Altre iniziative
Nel 2016 Cell Press ha proposto STAR Methods, dove STAR è acronimo di Structured Transparent Accessible Reporting (Reportistica strutturata, trasparente e accessibile). Tale iniziativa si concentra sulla messa a disposizione di metodi di ricerca replicabili.
Nel 2020 Cell Press ha lanciato i Rising Black Scientist Awards. I vincitori ottengono la pubblicazione dei loro contenuti su Cell, oltre ad un premio di 10.000 dollari.

## Pubblicazioni

### Riviste di ricerca
- Cell
- Cancer Cell
- Cell Chemical Biology
- Cell Genomics
- Cell Host & Microbe
- Cell Metabolism
- Cell Reports
- Cell Reports Medicine
- Cell Reports Methods
- Cell Reports Physical Science
- Cell Stem Cell
- Cell Systems
- Chem
- Chem Catalysis
- Current Biology
- Device
- Developmental Cell
- Heliyon
- Immunity
- iScience
- Joule
- Matter
- Med
- Molecular Cell
- Neuron
- One Earth
- Patterns
- STAR Protocols
- Structure

### Riviste di revisione
- Trends in Biochemical Sciences
- Trends in Biotechnology
- Trends in Cancer
- Trends in Cell Biology
- Trends in Chemistry
- Trends in Cognitive Sciences
- Trends in Ecology & Evolution
- Trends in Endocrinology & Metabolism
- Trends in Genetics
- Trends in Immunology
- Trends in Microbiology
- Trends in Molecular Medicine
- Trends in Neurosciences
- Trends in Parasitology
- Trends in Pharmacological Sciences
- Trends in Plant Science

### Riviste con partenariati
- American Journal of Human Genetics
- Biophysical Journal
- Biophysical Reports
- EBioMedicine
- Human Genetics and Genomics Advances
- Molecular Plant
- Molecular Therapy family
- Plant Communications
- Stem Cell Reports
- The Innovation